# OTB International Open 1990
Das OTB International Open 1990 war der Name eines Tennisturniers der WTA Tour 1990 für Damen sowie eines Tennisturniers der ATP Tour 1990 für Herren, welche zeitgleich vom 18. bis zum 25. August 1990 in Schenectady stattfand.